# Kühkarsee
Der Kühkarsee ist ein See in der Gemeinde Bad Gastein im österreichischen Bundesland Salzburg.

## Geografie
Der Kühkarsee liegt auf einer Höhe von 2051 m ü. A. an den nordöstlichen Hängen des 2529 m ü. A. hohen Palfner Seekogels in der Ankogelgruppe. Er befindet sich in der Katastralgemeinde Remsach und im Nationalpark Hohe Tauern. Die Fläche des Sees beläuft sich auf 0,27 ha. Er ist 150 m lang und 35 m breit und hat einen Umfang von 330 m.
Weitere Gebirgsseen im Einzugsgebiet des Kötschachbachs sind der Obere und der Untere Bärmoossee, der Gamskarlsee, der Reedsee, der Tischlerkarsee und der Windschursee.

## Ökologie
Der Kühkarsee hat den Charakter eines naturnahen Tümpels. Ihm wird ein sehr großer ökologischer Wert beigemessen. Im Wasser kommt die Rädertierchen-Art Colurella tesselata vor. Der See ist großteils von einem Latschen-Buschwald umgeben. Am südlichen Ufer erstreckt sich ein Niedermoor.